# Vassøy
Vassøy är en liten ö på 0,73 km² i Stavangers kommun i Rogaland fylke i sydvästra Norge. Ön ligger endast några få minuter med båt ifrån Stavanger, och tillhör stadsdelen Storhaug som ligger i östra Stavanger. Ön räknas som en av de så kallade stadsöarna. Ön har en grundskola med cirka 90 elever.. När eleverna börjar högstadiet måste de pendla till Stavanger för att gå på skola. 
Trafikmässigt betjänas Vassøy i dag av en färja och diverse snabbåtar, och stadens kollektivtrafik, Kolumbus, är ansvarig för trafiken. Det har under många år diskuterats huruvida ön skall få broförbindelse, men för närvarande är det enda sättet att ta sig till ön med båt. 
År 2013 bodde det 709 invånare på ön.